# A.J. Watson
A.J. Watson (ur. 8 maja 1924, zm. 12 maja 2014) – amerykański konstruktor i główny mechanik w wyścigu Indianapolis 500 w latach 1949–1984. Jego samochody wygrały ten wyścig siedem razy.
Pochodzący z południowej Kalifornii, Watson chciał wystartować w Indianapolis w 1948 roku, ale nie dotarł na wyścig. W roku 1949 wziął udział własnym samochodem w kwalifikacjach, ale się nie zakwalifikował. Przez następne 11 lat jego samochody osiągały wiele sukcesów. W latach 1955–1958 współpracował z Johnem Zinkiem, a od 1959 z Bobem Wilkiem. W 1964 roku jego samochody zdominowały wyścig. Wystawiał samochody w Indy 500 do 1984 roku.

## Nagrody
- 1993 – dołączony do National Sprint Car Hall of Fame
- 1996 – dołączony do Motorsports Hall of Fame of America
- 2002 – dołączony do International Motorsports Hall of Fame